# Глобальна фінансова система
Глобальна фінансова система (Світова фінансова система, Global financial system, GFS) — фінансова система, що складається з інститутів і регуляторів, які діють на міжнародному рівні, на відміну від тих, які діють на національному або регіональному рівні. Основними гравцями Глобальної фінансової системи є міжнародні інститути, такі як Міжнародний валютний фонд і Банк міжнародних розрахунків, національні агентства і відомства, наприклад, центральні банки і міністерства фінансів, приватні установи, що діють у глобальному масштабі, наприклад, банки і хедж-фонди, і регіональні установах, наприклад, у Єврозоні.
Світова фінансова система охоплює три типи фінансових ринків: фондовий, валютний та товарно-сировинний. Фондовий ринок оперує цінними паперами: акціями, векселями, депозитними сертифікатами, облігаціями, чеками. Значна частка фінансових операцій на товарно-сировинному ринку відбувається з нафтою, золотом, цукром, зерном. На валютному ринку виконуються операції зі світовими валютами — доларом США (USD), євро (EUR), британським фунтом (GBP), швейцарським франком (CHF) і японською єною (JPY) тощо.
У світовій фінансовій системі діють три основні групи учасників:
- банки й транснаціональні компанії;
- міжнародні портфельні інвестори (пенсійні, страхові, інвестиційні фонди);
- міжнародні офіційні позичальники (урядові й муніципальні органи, міжнародні та регіональні організації)[1].

Глобалізація світового фінансового простору є однією з складових частин глобалізації економіки. Неконтрольовані перетоки капіталу викликають порушення рівноваги платіжних балансів країн і зумовлюють істотні коливання валютних курсів. В останні роки недоліки та реформи GFS є предметом гарячих дискусій.